# Tredici Pietro
Tredici Pietro, pseudonimo di Pietro Morandi (Bologna, 9 agosto 1997), è un rapper e cantante italiano.

## Biografia
È figlio di Gianni Morandi e della sua seconda moglie Anna Dan; da parte del padre ha due fratellastri, l'attrice Marianna Morandi e il cantante Marco Morandi. Sin da bambino si avvicina alla musica, in particolare al rap, cominciando a scrivere le prime canzoni alle scuole medie e frequenta a Bologna il liceo classico Marco Minghetti.

### 2018-2019: debutto discografico eAssurdo
A Bologna conosce il produttore discografico Mr. Monkey con cui instaura un rapporto di amicizia e collaborazione musicale. Il 15 giugno 2018 esce il primo singolo Pizza e fichi, il quale ottiene un buon successo commerciale, seppur con qualche controversia. Successivamente usciranno i singoli Piccolo Pietro, Rick e Morty e Passaporto, tutti prodotti da Mr. Monkey.
Il 7 giugno 2019 è uscito Assurdo, il suo primo EP, accompagnato dalle strumentali di Mr. Monkey. Contiene sette brani e l'unico featuring è Farabutto con Madame.
Il 26 settembre 2019 ha collaborato con Lil Busso per la traccia 1€ / secondo, poi inclusa nell'album di Lil Busso Ipermetromondo. Il 9 gennaio 2020 esce il singolo Vestiti d'odio con gli Psicologi, sulla produzione di Mr. Monkey. Torna a collaborare col duo a giugno per il primo album ufficiale degli Psicologi, Millennium Bug, in cui compare nella traccia Funerale.

### 2020-2022: il secondo EP e l'albumSolito posto, soliti guai
Il 29 luglio 2020 ha pubblicato su YouTube Sospesi-01, annunciando il suo ritorno e anticipando l'uscita di nuovi singoli.
Nel 2021 ha terminato la sua collaborazione con Mr. Monkey e ha iniziato quella con Andry The Hitmaker. X questa notte, il suo secondo EP, è uscito il 21 aprile, composto da sette brani insieme ai featuring di Mecna, Nayt e Giaime.
Il 22 aprile 2022 ha pubblicato il suo primo album, intitolato Solito posto, soliti guai, che contiene anche tutte le tracce del precedente EP.

### 2022-2024:Lovesickcon Lil Busso
Il 15 luglio 2022 è uscito il singolo Guardami le spalle prodotto da DJ 2P e Adma; il 28 ottobre successivo con il rapper Lil Busso ha pubblicato il singolo Why U Naked? prodotto da sedd, il singolo è il primo estratto dal loro joint album Lovesick in uscita per il 2 dicembre successivo. Da questo disco è stato estratto inoltre il singolo 2€ / secondo prodotto da Lunar, inoltre presenta le collaborazioni di Diss Gacha e VillaBanks. Nell'edizione fisica sono presenti due brani inediti non presenti in quella digitale, intitolati Piccolo segreto e Outro.
Nel 2023 ha continuato a collaborare con Lil Busso per i singoli Bro + Bro e Velenosa. Il maggio 2024 è uscito il suo nuovo singolo Big panorama, seguito il 5 luglio dal singolo High.

### 2025-presente:Non guardare giù
Il 4 aprile 2025 è uscito il suo secondo album in studio Non guardare giù, da cui sono stati estratti gli inediti Morire e Verità. Il 23 maggio è uscito il singolo Che gusto c'è di Fabri Fibra, a cui ha collaborato.

## Discografia
- 2022 – Solito posto, soliti guai
- 2022 – Lovesick (con Lil Busso)
- 2025 – Non guardare giù

## Filmografia
- Autumn Beat, regia di Antonio Dikele Distefano (2022)